# Kapelanka (Kraków)
Kapelanka – obszar Krakowa wchodzący w skład Dzielnicy VIII Dębniki.
Kapelanka stanowiła folwark, na terenie którego znajdował się dwór, a w XIX w. istniała także kawiarnia wiejska. Do końca XVIII w. teren ten stanowił uposażenie kapelanów Katedry Wawelu, stąd jego nazwa. W 1910 r. wraz z sąsiednim Zakrzówkiem został przyłączony do Krakowa.